# 門真市立古川橋小学校
門真市立古川橋小学校（かどましりつ ふるかわばし しょうがっこう）は、大阪府門真市にある公立小学校。
門真市立四宮小学校から分離し、1965年に開校した。

## 沿革
- 1965年4月1日 - 門真市立古川橋小学校として開校。
- 1965年5月20日 - 給食調理室竣工。
- 1965年7月12日 - プール竣工式。
- 2003年9月7日 - 校内LAN敷設。

## 通学区域
- 門真市 御堂町、常称寺町、宮野町、朝日町。

卒業生は基本的に門真市立門真はすはな中学校へ進学する。

## 交通
- 京阪本線 大和田駅 西へ約800m。
- 京阪本線 古川橋駅 北東へ約800m。